# کوهی ماتسوموتو
کوهی ماتسوموتو (انگلیسی: Kohei Matsumoto؛ زادهٔ ۳۱ ژوئیهٔ ۱۹۹۴) بازیکن فوتبال اهل ژاپن است.
از باشگاه‌هایی که در آن بازی کرده‌است می‌توان به باشگاه فوتبال ناگویا گرامپوس اشاره کرد.